# NPA Anchors
El National Port Authority Anchors (en español: Anclas de la Autoridad Portuaria Nacional), conocido simplemente como NPA Anchors, es un equipo de fútbol de Liberia que juega en la Primera División de Liberia, la segunda competición de fútbol más importante del país.

## Historia
Fue fundado en la capital Monrovia y es el equipo representativo de la Autoridad Portuaria de Liberia. Ha ganado la Liga Premier solamente 1 vez en el año 1994 y ha sido campeón de copa en 3 ocasiones.
A nivel internacional ha participado en 3 torneos continentales, en los cuales nunca ha avanzado más allá de la primera ronda.

## Palmarés
- Premier League de Liberia: 1

1994
- Copa de Liberia: 3

1992, 1994, 2006
- Supercopa de Liberia: 1

2007

## Participación en competiciones de la CAF
| Temporada | Torneo                            | Ronda      | Club                   | Casa | Visita | Global |
| --------- | --------------------------------- | ---------- | ---------------------- | ---- | ------ | ------ |
| 1993      | Recopa Africana                   | 1          | Africa Sports National | dq1  | dq1    | dq1    |
| 1995      | Copa Africana de Clubes Campeones | 1          | Ashanti Gold SC        | 0-0  | 1-8    | 1-8    |
| 2007      | Copa Confederación de la CAF      | Preliminar | US Gorée               | 2-3  | 0-1    | 2-4    |

1- NPA Anchors fue descalificado del torneo.